# 中村忠 (空手家)

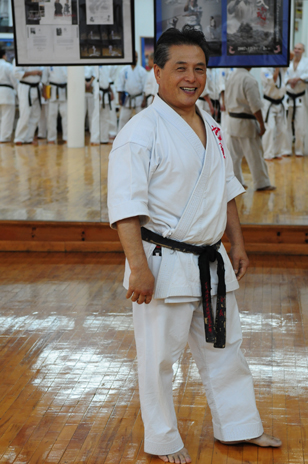
2009年 誠道塾ニューヨーク総本部にて

中村 忠 （なかむら ただし、1942年2月22日 - ） は、日本の空手家で、世界誠道空手道連盟誠道塾の会長。段位は十段。樺太真岡郡真岡町（現在のロシア極東連邦管区サハリン州ホルムスク）出身。駒場東邦高校一期生。日本大学理工学部建築学科卒業。極真会館の発展に貢献し、大山倍達を支えた高弟で、大山の後継者とも云われた、初代首席師範である。

## 来歴
東京の椎名町に移住してから宮城敬のもとで空手道を習い始める。高校1年生の時に大山道場へ入門。大山倍達以下、師範代である安田英治・石橋雅史・黒崎健時らの指導を受ける。先輩の岡田博文・大山茂・渡辺一久・大山泰彦・千葉真一・郷田勇三らと稽古を重ね、1962年5月6日に黒帯 (初段) を允許された。
自らの稽古の他に道場や米軍のキャンプ座間でも指導を始めた。アメリカ人に教えた際に彼らから不満が出ていた「昇級しても白帯のままで、茶帯になるまで帯の色が変わらなかった従来の仕組み」を、白帯と茶帯の間に青・黄・緑帯を入れ、昇級時にそれらを渡す仕組みに変更することに着手。それまで門下生が黒帯取得前に道場を辞めてきた問題を、昇級の結果を分かりやすくしモチベーションを高める事で、道場に生徒を定着させる意図があった。黒帯の段に金線を入れる事にも着手した。この昇級システムはフルコンタクト空手の各流派で踏襲されている。
1964年に大山道場の代表として黒崎・藤平昭雄らと共にタイ王国へ遠征。ルンピニー・スタジアムでムエタイ選手とムエタイルールで対戦し、2RKO勝利した。同年、大山道場は国際空手道連盟 極真会館へと刷新され、1965年に大学卒業後、初代首席師範に任命される。門下生の増加や定着を良くするために、夜だけであった稽古を朝・昼・夜の三クラスに増やし、夏冬の合宿も指揮。これらは極真会館の公式行事となった。10月15日には百人組手を完遂した。
1966年からニューヨーク市ブルックリンで指導を始める。門下生にはウィリアム・オリバー、チャールズ・マーチンらがいる。中村含め、彼らは劇画空手バカ一代の重要人物として登場している。中村はアメリカ各地の他にも、南米・ヨーロッパ・ニュージーランドへも行き、現地門下生の指導や演武を行った。演武の真剣白刃取りや氷柱割りは、極真会館主催のオープントーナメント全日本空手道選手権大会およびオープントーナメント全世界空手道選手権大会でも披露した。これら選手権大会で主審を務め、決勝戦も裁いている。
1971年に北米本部を設置し、初代北米委員長に任命される。1974年に大山倍達が「来年の第1回オープントーナメント全世界空手道選手権大会では、日本選手が必ず優勝する」と宣言したため、第1次アメリカ強化合宿として郷田勇三・添野義二・西田幸夫・佐藤勝昭・岸信行・佐藤俊和・二宮城光がニューヨークとバーミングハムに2か月間の遠征に来た。ニューヨークでは中村と大山茂が、バーミングハムでは大山泰彦が彼らを指導した。このメンバーの中で岸と二宮は帰国せず、それぞれ中村と茂のもとに留まり、修行を続けた。1975年に中村と茂のもとで第2次強化合宿が行われ、勝昭・俊和の他に新たに大石代悟・東孝らが加わり、中村は彼らを鍛えた。同年に開催された全世界選手権では主審・演武・ルール説明など運営に尽力した。
1976年に極真会館を離れ（当時の段位は六段）、世界誠道空手道連盟誠道塾を設立。

## 人物
真面目で温厚、そして芯の強い人間性から、極真会館時代には先輩・後輩を問わず、「素晴らしい人だ」と人望を集めていた。中村は渡米する前に、港区白金台にあった般若苑という料亭で、他の門下生らと共に三木武夫や藤井丙午に演武を行った。三木と藤井はその時の中村のきびきびした態度と礼儀正しさを高く評価し、三木は通産省に、藤井は八幡製鐵にと、それぞれ中村を勧誘したほどであった。
大山倍達は「プロレスやボクシングなど格闘技の発達した国であるため、中村忠・大山茂という門下最強の弟子を派遣している」と述べているが、真樹日佐夫は中村を「悠揚迫らぬ風格を備えた男で、白皙（はくせき）の額、凛々しい目鼻立ち、折り目正しい物腰に加えてまことに見事な押し出しであった。外国人が思い描く、東洋の武道家のイメージとしてはまさにぴったりではなかろうかと思った。接する時の呼吸というかあたりの爽やかさは天性のものだろう。大山館長がニューヨークへ送り込む最初の男として、数多い弟子の中から彼を選んだのもその辺のところを見極めたのではないか」と評している。
大山は中村を「将来の後継者に･･･」と考えていたようで、中村が極真会館を去った時には日本と世界の極真関係者への激震は多大なものであった。中村は1988年に出版した自著『人間空手』で、独立した理由として大山との確執があったことを記している。しかしながら、大山の死後、誌上で中村は「今思うと大山館長の生徒を育てる愛情と情熱、親しみやすく素朴な面、頭が良くて努力家、夢をたくさん語る事、など僕が影響を受けたり、見習わなくてはならない事が随分あります。でも、何より僕にとっては空手イコール正拳、正拳イコール大山館長で、空手のイメージはイコール大山館長なんですね。外に出ると分かる部分があり、今は大山館長には感謝の一念で一杯です。僕にとってはかけがえのない先生でした」と回顧している。
大山倍達
| 「 | あまり目立たないで、地味で真面目にこつこつと努力するタイプの人間であった。 | 」 |

黒崎健時
| 「 | 忠はしっかりしてるし、根性が据わっている。彼がいたら、極真なんかどこへ行っても大丈夫なんだが。頭もいいし、あまり感情的にならないしね。どんな状況の中でもわりと冷静でいられる男だね。極真もいい奴を手放してしまうものだよ。今のドンじゃダメですよ今のドンじゃ。 | 」 |

大山茂
| 「 | 世界中に星の数ほどいる極真門下生の中でも、彼（中村忠）ほど大山館長の信頼と期待、愛情と恩恵を受けた弟子はいなかったと思う。 | 」 |

大山泰彦
| 「 | 一番典型的な模範生が中村忠さん。 | 」 |

芦原英幸
| 「 | 夏の合宿で建物の裏でタバコを吸っていたのを中村忠先輩に見つかった。怒られると思ったら何も咎めないで見逃してくれた。後輩を大事にしてくれた指導者であった。 | 」 |

山崎照朝
| 「 | 中村忠師範は構えも独特で、右拳は握り、左手を開手して構えた。蹴りで相手が倒れていく際、頭を打たないように手で支える優しさが中村師範にはあった。それぐらい蹴りにも引きがあったし、余裕を持って組手をやっていた。 | 」 |

高木薫
| 「 | 中村忠先輩の稽古する姿を見ていて私が思ったのは、「先輩の空手と、私たち城西大学の空手とはずいぶん違うな」という事であった。私たちの場合、肉体を鍛錬するとか、ケンカに強くなりたいというのが、空手を習う目的の一つとしてあったように思う。しかし中村先輩の場合はそうではなかった。肉体を鍛錬するという事も無論あったかもしれないが、心の修行あるいは人づくりのために道場へ通っているように見受けられた。 | 」 |

岸信行
| 「 | 最初はね、極真会館の二代目館長は中村忠師範でもう確実に決まっていたよね。中村師範は大山館長の信望が物凄く厚かったからね。実力的にも人格的にも信頼されていた。 | 」 |

佐藤勝昭
| 「 | やっぱり先生で生徒の質が左右されますね。中村師範に学べば、本当に精神性がしっかりした生徒になります。 | 」 |

## 逸話
中学、高校生の時に剣道も修行し、弐段を允許されている。二人の兄がいて、共に極真の門下生であった。次兄が通っていた東邦大学医学部にも中村は指導に出向いていたが、教えた生徒に梅田嘉明（財団法人極真奨学会理事長）がいる。日本大学在籍中、松濤館流の理工学部空手道選手権に出場し、個人戦で優勝した。
大山道場とムエタイの対決をプロモートした野口修は、中村が敵地タイの試合でKO勝ちした事に強く印象を残した。数年後、野口は新興スポーツ「キックボクシング」を立ち上げる。各地で選手集めをしていた野口は、ある若者に才能を見出し、期待を込めて中村忠の強さにあやかり一文字変え、「沢村忠」というリングネームをその若者に付けた。

## 著書・参考文献
- 『人間空手』　主婦の友社、1988年
- 『誠道塾空手教本』　主婦の友社、2000年、ISBN 4072257567